# Kaori Nagamine
Kaori Nagamine (長峯 かおり, 3 de juny de 1968) és una exfutbolista japonesa.

## Selecció del Japó
Va debutar amb la selecció del Japó el 1984. Va disputar 64 partits amb la selecció del Japó. Ha disputat Copa del Món de 1991 i 1995.

## Estadístiques
| Selecció del Japó | Selecció del Japó | Selecció del Japó |
| Anys              | Partits           | Gols              |
| ----------------- | ----------------- | ----------------- |
| 1984              | 1                 | 0                 |
| 1985              | 0                 | 0                 |
| 1986              | 13                | 12                |
| 1987              | 4                 | 1                 |
| 1988              | 3                 | 1                 |
| 1989              | 10                | 13                |
| 1990              | 6                 | 7                 |
| 1991              | 12                | 5                 |
| 1992              | 0                 | 0                 |
| 1993              | 4                 | 5                 |
| 1994              | 5                 | 2                 |
| 1995              | 5                 | 2                 |
| 1996              | 1                 | 0                 |
| Total             | 64                | 48                |